# Oligoneuroides destructus
Oligoneuroides destructus är en stekelart som beskrevs av Charles Thomas Brues 1910. Oligoneuroides destructus ingår i släktet Oligoneuroides och familjen bracksteklar. Inga underarter finns listade i Catalogue of Life.